# De Reehorst (Driebergen)
De Reehorst is een buitenplaats in Driebergen-Rijsenburg in de gemeente Utrechtse Heuvelrug. Landgoed De Reehorst ligt aan de westkant van de Hoofdstraat, tussen de spoorlijn en de A12. 
Villa de Reehorst werd rond 1905 in jugendstilstijl gebouwd naar een ontwerp van C.B. Posthumus Meyjes. De villa stond achter het hertenkamp van de buitenplaats Beerschoten-Willinkshof. Meyjes was ook de ontwerper van de koepel in het park Beerschoten-Willinkshof. De villa werd gebouwd voor J.W.H. Crommelin. In 1921 werd het huis voor J.J. Clotterbooke Patijn van Kloetinge in dezelfde stijl aanzienlijk vergroot. Het koetshuis uit 1860 naast de villa hoorde oorspronkelijk bij het huis Roze Villa. 

## Landgoed
Tot 1844 was het gebied bouwland. Bij de aanleg van de spoorbaan Utrecht-Arnhem ontstond buitenplaats Oud-Dennenoord. De stichter van de buitenplaats Oud-Dennenoord was Jan Kol. Deze bankier was eigenaar van verscheidene landgoederen aan de Stichtse Lustwarande. Bij een brand in 1860 werd villa Dennenoord verwoest. Op de plek werd de Rose Villa gebouwd. De landschappelijke tuin werd uitgebreid met een grote bosmassa en moestuinen. Op 2e Paasdag 1945 werd de Rose-Villa gebombardeerd en werd niet meer herbouwd. 
In 1948 ontstond het Landgoed Reehorst door samenvoeging van landgoed Oud-Dennenoord en Villa Reehorst. In 1969 werd dit landgoed aangekocht door professor dr. B.J. Lievegoed (1905-1992). Hij richtte in 1971 de Vrije Hogeschool op die de villa ruim vier decennia als hoofdgebouw gebruikte. In 1976 liet hij op het voormalige Oud-Dennenoord  een antroposofisch vergadercentrum bouwen, het Ionagebouw, door architect Joan Risseeuw. Het gebouw is ontworpen in de organische stijl.

## Villa De Reehorst
Op 11 februari 2015 werd de monumentale villa door brand verwoest. De Vrije Hogeschool verhuisde daarna naar Utrecht.
Het witgepleisterde pand had asymmetrische gevels en een iets naar voren staande torenachtige uitbouw met ingang. De veranda had grote rondbogen en een balkon. De smalle schuifvensters hadden roeden in het bovenlicht. 
De villa stond in een groot landschappelijk park, dat aansluit met het park Beerschoten/Willinkhof aan de overzijde van de Hoofdstraat. Het achterste deel van de landschappelijke tuin werd later omgevormd tot een cottage-tuin met bijbehorende boerderij. Voor De Reehorst ligt een groot gazon met een vijver en een boomgroep op een heuveltje, het geheel omgeven door bomenranden.

## Gebruik
Het landgoed biedt nu ruimte aan het ecologische Cultuur-en Congrescentrum Antropia en organisaties die zich bezighouden met cultuur, educatie, creativiteit en wetenschap en zorg. Zo is sinds 2004 is een biologisch-dynamische zorgboerderij op het landgoed gevestigd.

## Fotogalerij

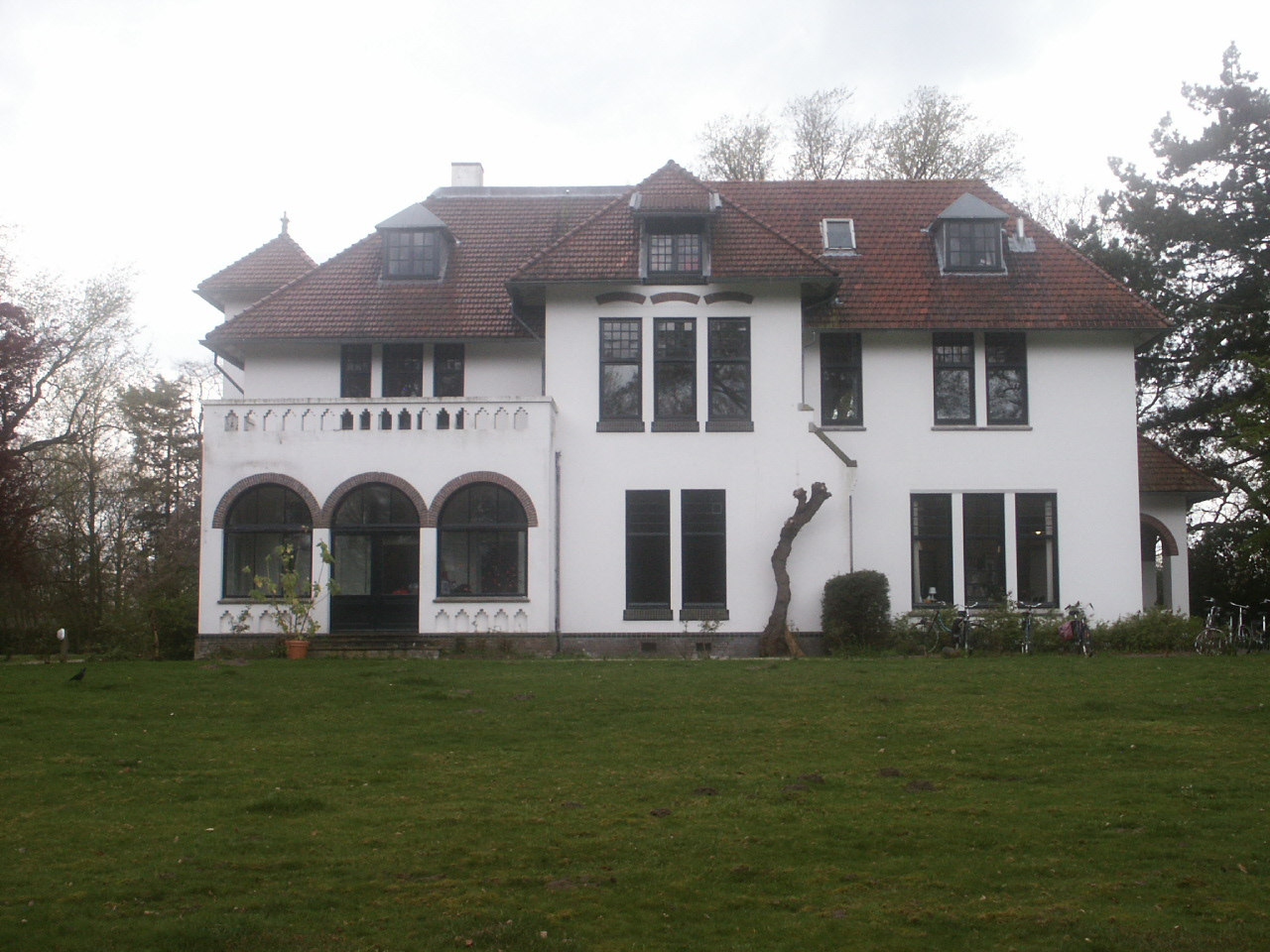
Villa de Reehorst
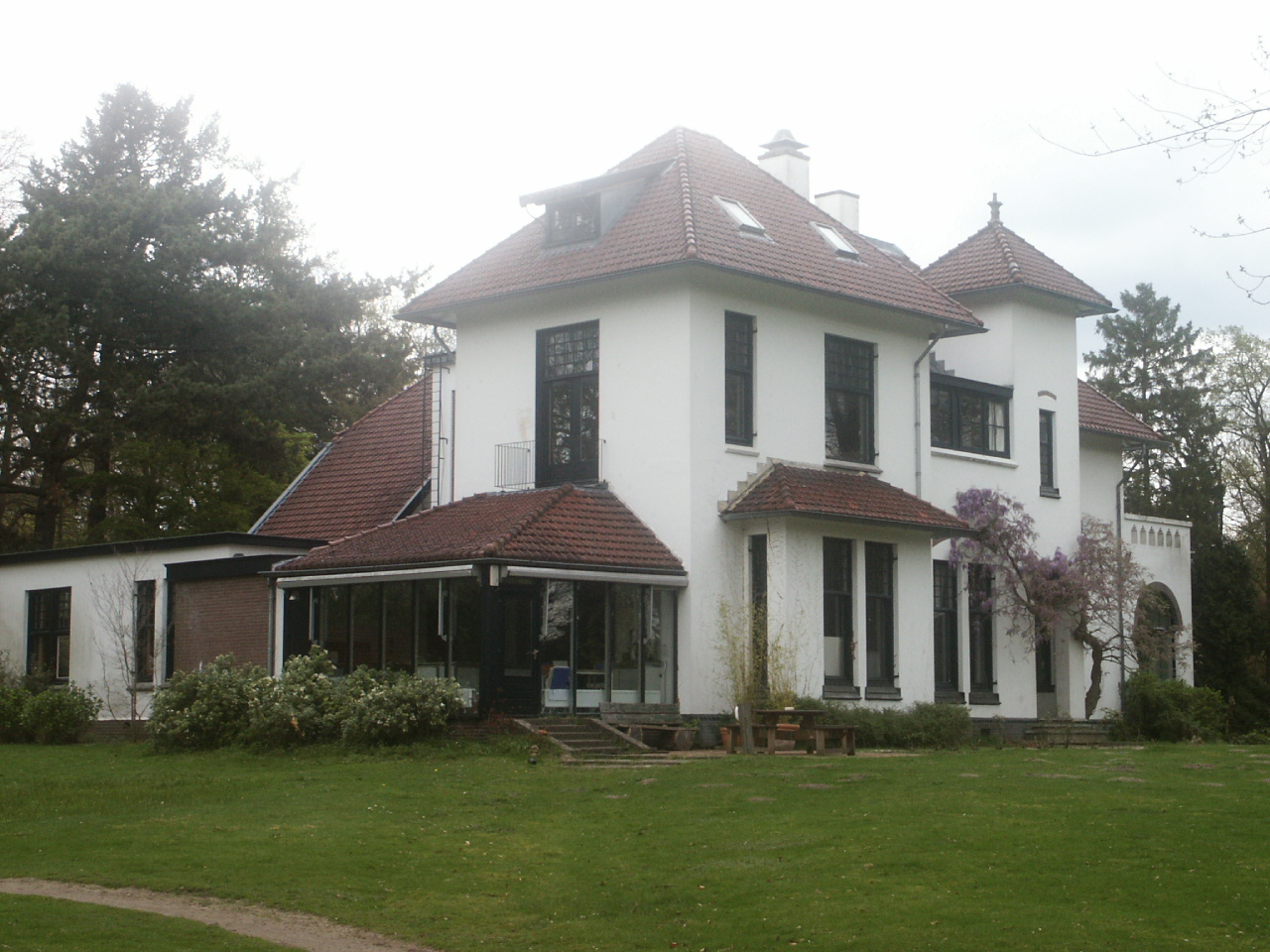
Villa de Reehorst
Ionagebouw
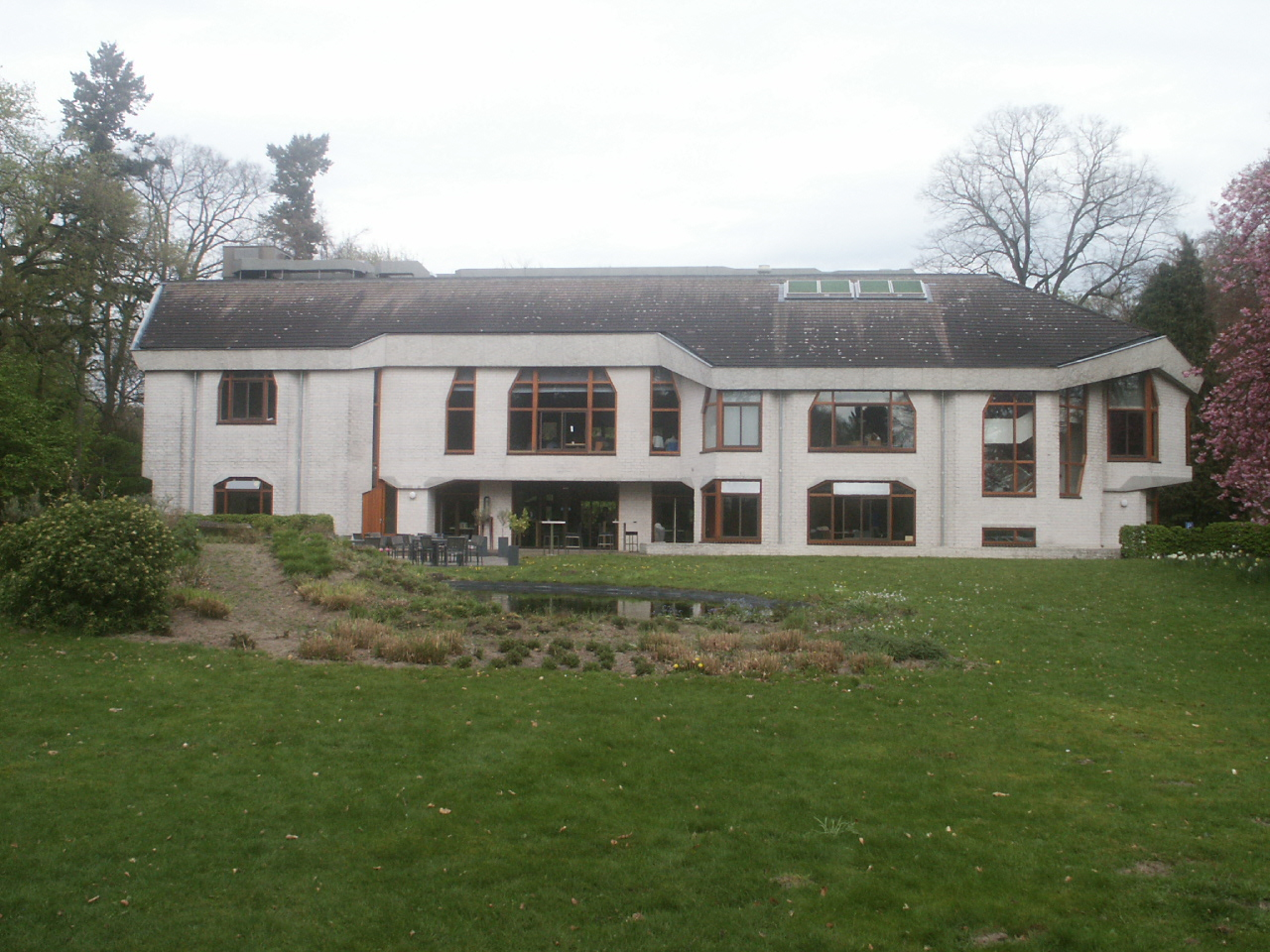
Ionagebouw
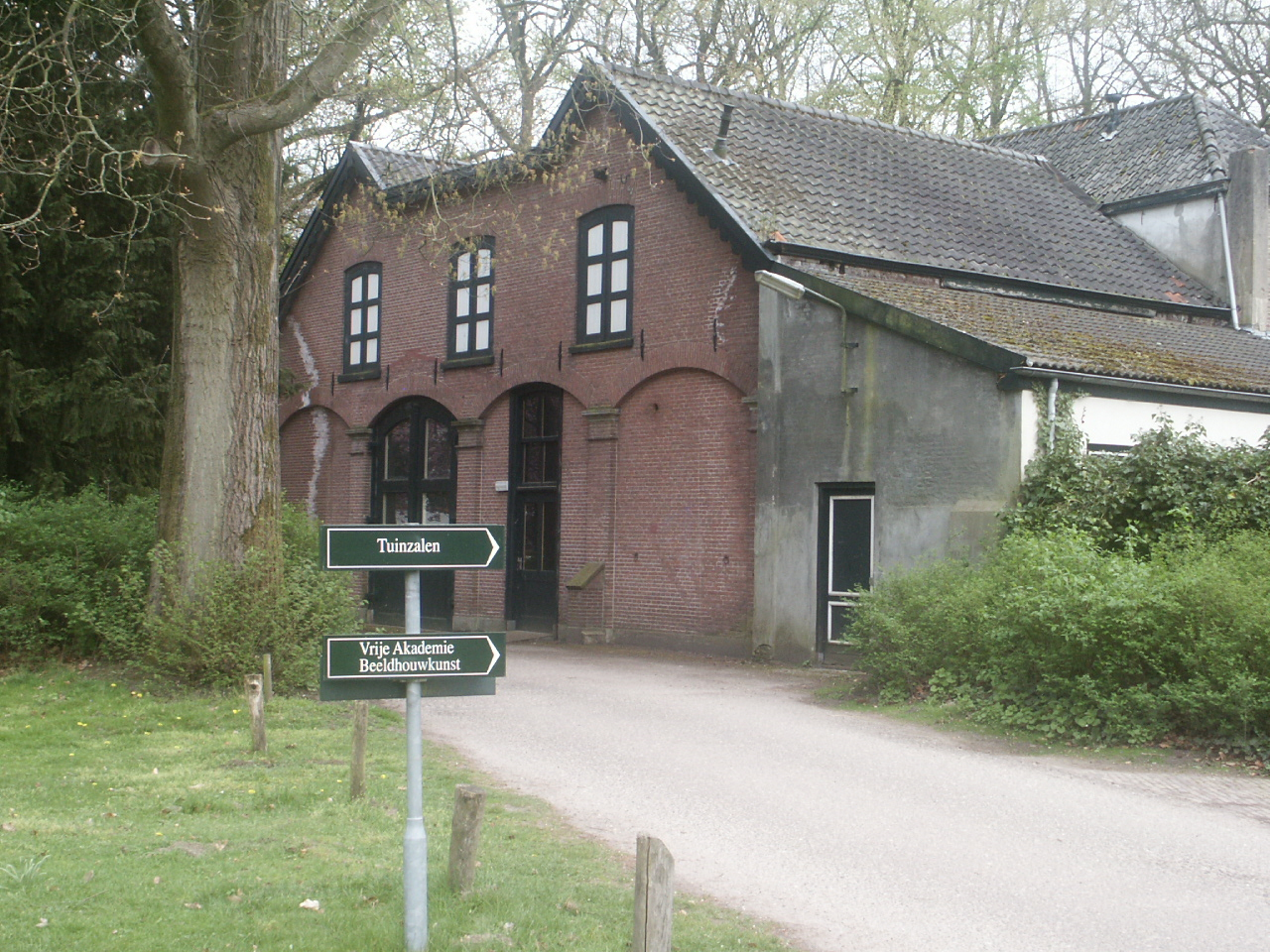
Voormalig koetshuis